# Lydia Jacoby
Lydia Jacoby (Anchorage, 29 februari 2004) is een Amerikaanse zwemster. Ze vertegenwoordigde haar vaderland op de Olympische Zomerspelen 2020 in Tokio.

## Carrière
Bij haar internationale debuut, tijdens de Olympische Zomerspelen van 2020 in Tokio, veroverde Jacoby de gouden medaille op de 100 meter schoolslag. Op de 4×100 meter wisselslag legde ze samen met Regan Smith, Torri Huske en Abbey Weitzeil beslag op de zilveren medaille, samen met Ryan Murphy, Torri Huske en Caeleb Dressel eindigde ze als vijfde op de gemengde 4×100 meter wisselslag.

## Internationale toernooien
| Jaar | Olympische Spelen                                                  | WK langebaan | WK kortebaan   | PanPacs | Pan-Amerikaanse Spelen |
| ---- | ------------------------------------------------------------------ | ------------ | -------------- | ------- | ---------------------- |
| 2021 | 100m schoolslag · 4×100m wisselslag · 5e 4×100m wisselslag gemengd |              | 13-18 december |         |                        |

## Persoonlijke records
Bijgewerkt tot en met 27 juli 2021
Langebaan
| Afstand         | Tijd    | Datum        | Plaats        |
| --------------- | ------- | ------------ | ------------- |
| 100m schoolslag | 1.04,95 | 27 juli 2021 | Tokio         |
| 200m schoolslag | 2.27,39 | 9 april 2021 | Mission Viejo |